# 蓮池 (畫作)
《蓮池》是臺灣畫家林玉山在1930年期間所完成的膠彩畫作品，該作品內容主要描繪嘉義市北郊牛稠山（現嘉義縣民雄鄉）的大蓮池景色。原件現由國立臺灣美術館典藏，現為中華民國國寶。為臺灣知名的近代畫作之一。

## 歷史
1930年，林玉山以嘉義市北郊牛稠山的大蓮池為作品發想地點，藉由不斷觀察寫生，回家再以重新描繪《蓮池》。後在同年以《蓮池》榮獲第四回臺灣美術展覽會特選臺展賞。而後因為赴日留學獲取經費為由，林玉山將《蓮池》賣給嘉義西藥房老闆張長容購藏。
1999年，臺灣省立臺灣美術館（現為國立臺灣美術館）時任館長倪再沁有意購藏《蓮池》，同時傳出日本藏家也存收購的意願，由於出標1,700多萬新臺幣元，遠高於典藏審議委員對此作所決議會議之金額上限1,500萬新台幣，國美館則與遂發起外界小額捐助的活動，透過美術界團體、民間人士及臺灣省美術基金會協助募款，鴻禧美術館則在募款期間展出《蓮池》，林玉山則在《蓮池》複製畫海報上簽名，最終該義賣活動歷時2個月後募得300多萬，使《蓮池》成功留在臺灣。
2005年，由於部分顏料層出現剝落現象，國美館委託日本政府指定修復國寶重要文化財的「國寶修理裝潢師連盟」中的修復工房半田九清堂對《蓮池》及《基隆燃放水燈圖》進行長達240天的修復作業。2015年，《蓮池》通過指定為國寶，成為臺灣近現代畫家第一件國寶級作品。
2022年，公視以《蓮池》為藍本運用6K超高畫質技術製作「林玉山蓮池寫生─窺見生命的奧妙」VR互動作品。

## 作品內容
《蓮池》奠定林玉山於臺灣美術畫壇的地位，該幅膠彩畫以雜揉西方寫生、中國水墨丹青畫、南畫、狩野派等風格為特色，以描寫清晨曙光乍現時金色蓮池的景觀，其畫作的荷葉盡亮麗而不俗豔，畫面構圖自左上至右下劃分，兩者中央則繪製白鷺鷥，也是整幅作品的重心所在，畫作左上半部則為尚未初開、或已凋謝的蓮花，右半部則呈現百花齊放之景，寫實地呈現了蓮花階段的姿態及對比，更令《蓮池》具有東方繪畫特色與臺灣風土色彩，右下角有落款「玉山」。

## 評價
在1930年入選臺展時，《臺灣日日新報》署名一批評家的文章稱讚此畫：「筆法沉穩，調和而有深度」。《臺灣教育》上署名Y生的評論人則評此畫「是所謂憑藉努力而得到效果的畫作，值得留意」。

## 外部連結
- 林玉山－蓮池－國美典藏 （页面存档备份，存于）